# Giesgraben (Kocher)
Der Giesgraben, auch als Gießgraben oder als Kiesgraben bezeichnet, ist ein Bach im Stadtgebiet von Neuenstadt am Kocher im baden-württembergischen Landkreis Heilbronn. Nach über 4 km langem Lauf insgesamt nach Südwesten mündet er südwestlich des Neuenstadter Stadtteils Stein am Kocher und gegenüber dem Dorf Degmarn der Gemeinde Oedheim von rechts in den unteren Kocher.

## Name
Die amtlichen Kartenwerke geben dem Bach verschiedene Namen. In den Gewässerdatenbanken der amtlichen Gewässerkarte ist er als Giesgraben eingetragen, jedoch auf dem topographischen Layer dort als Gießgraben beschriftet, ebenso auf einer anderen aktuellen amtlichen topographischen Karte. Auf einer amtlichen topographischen Karte von 1902 trägt er die Beschriftung Kiesgraben.
Gewannnamen am Bach sind, nachdem er den begleitenden Wald hinter sich gelassen hat, unter anderen Hinterer Wolfsgraben, Vorderer Wolfsgraben, Grieß und Brückbach.

## Geographie

### Verlauf
Der Giesgraben entsteht im westlichen Ausläufer des Harthäuser Waldes im Neuenstadter Forstdistrikt Löser auf etwa 255 m ü. NHN, etwa 300 Meter südlich der Trasse der schon vorgeschichtlichen Hohen Straße zwischen Kocher und Jagst, die auf der Wasserscheide zwischen Kocher und Jagst verläuft. Er fließt anfangs etwas westwärts und wendet sich dann langsam auf südwestlichen Lauf, den er nach etwa 400 Metern an der Flurgrenze erreicht hat, wo aus dem Nordosten ein noch näher am genannten Höhenweg entspringender Hanggraben zuläuft, der nur unbeständigen Durchfluss hat, ebenso wie auch der Giesgraben selbst noch lange.
Zwischen der unteren Waldgrenze des Löser linksseits und den flacher zum Lauf abfallenden Feldern des Flurbandes Hellenklinge zur Rechten läuft er dann neben einem Wirtschaftsweg über einen Kilometer lang südwestwärts. Dann lässt er den Wald ganz hinter sich und fließt mit nun beständigerem Durchfluss anfangs durchs Gewann Seeäcker und dann in beibehaltener Richtung weiter zwischen Feldern und einigen Baumgärten am höheren Hang. Am Ufer des sehr geraden Bachlaufs steht nun Schilfröhricht, später abgelöst durch eine mehrfach unterbrochene Baumgalerie aus überwiegend Erlen, Eschen und Weiden.
Der Bach passiert zwei hinter Bäumen und Büschen versteckte Kleinteiche in wenig Abstand vom linken Ufer. Auf dem folgenden Abschnitt mit wiederum einsetzender Galerie gibt es eine Biberburg und drei Biberdämme stauen das Gewässer. Auf etwa 192 m ü. NHN läuft der einzige nennenswerte Zufluss, der etwa 1,6 km lange  Gluppert, aus dem Ostnordosten zu, der am Oberlauf nur zeitweise Durchfluss hat. An einem Wehr wird rechtsseits Wasser abgeschlagen, das drei Seen etwas abwärts rechts am Lauf von zusammen 3 ha Fläche speist, die als Baggerseen entstanden sind.
Ab diesen fließt der Bach etwa westsüdwestwärts zwischen fast bis zum Ufer reichenden Feldern, teilweise wächst wieder Schilfröhricht. Kurz bevor er die L 720 Stein–Kochertürn kreuzt, liegt am linken Ufer ein halbhektargroßes Wäldchen mit vor allem Ahornbäumen. Auf der anderen Straßenseite berührt der Bach den Rand eines Gewerbegebietes im Süden des Dorfes Stein. Am Ufer setzt wieder ein schmaler Auewaldstreifen aus Weiden und Haselgehölz ein, jenseits dessen auch kurz ein Wirtschaftsweg dem Gewässer folgt.
Schließlich fließt der Giesgraben auf etwa 156 m ü. NHN von rechts dem unteren Kocher zu, etwa 1,2 km südwestlich der Dorfmitte von Stein und gegenüber dem nahe am anderen Flussrufer liegenden Dorf Degmarn der Gemeinde Oedheim, dessen Kirchturm nur etwa einen Viertelkilometer entfernt ist. Der Giesgraben mündet nach 4,3 km langem Lauf mit mittlerem Sohlgefälle von etwa ca. 23 ‰ rund 99 Höhenmeter unterhalb seines Ursprungs im Forstdistrikt Löser.

### Einzugsgebiet
Der Giesgraben hat ein 4,5 km² großes Einzugsgebiet, das im westlichsten Unter-Naturraum Kocherplatten und Krumme Ebene der Hohenloher und Haller Ebene liegt. Seine mit etwa 287 m ü. NHN größte Höhe erreicht es an seinem Nordostende im Wald über der Quelle.
Auf knapp ein Viertel der Fläche stockt der Wald um den Oberlauf, überwiegend linksseits und überwiegend im Forstdistrikt Löser. Die offene Flur wird stark überwiegend beackert, es gibt jedoch vor allem linksseits des Mittellaufs auch einige Obstwiesen am steileren linken Hang.
Allein ein neueres Siedlungsgebiet am Ostrand des Stadtteils Stein am Kocher von Neuenstadt am Kocher sowie ein Teil des Gewerbegebietes in dessen Süden ragt ins Einzugsgebiet. Außer Stein hat auch der Stadtteil Kochertürn einen großen Anteil an der Fläche, der ab dem Mittellauf mit nur einer kleinen Unterbrechung gegen Ende bis ans linke Ufer reicht, zu einem weiteren Neuenstadter Stadtteil gehört dagegen nur ein winziger Waldzwickel.
Reihum grenzen die Einzugsgebiete der folgenden Nachbargewässer an:
- Im Norden fließt der Herbolzheimer Kreßbach zur Jagst, die kurz nach dem vom Giesgraben gespeisten Kocher in den Neckar mündet;
- im Osten und Südosten fließt der Kochertürner Merzenbach oberhalb in den Kocher;
- im Süden laufen einige kurze, nur unbeständig wasserführende Gräben kurz vor dem Giesgraben zum Kocher;
- das im Nordwesten angrenzende Gebiet entwässert der das Dorf Stein durchlaufende Kohlbach etwas abwärts zum Kocher.

### Zuflüsse und Seen
Liste der Zuflüsse und  Seen und  Hochwasserrückhaltebecken von der Quelle zur Mündung. Gewässerlänge, Seefläche, Einzugsgebiet und Höhe nach den entsprechenden Layern auf der Onlinekarte der LUBW. Andere Quellen für die Angaben sind vermerkt.
Ursprung des Giesgrabens auf etwa 255 m ü. NHN im Neuenstadter Forstdistrikt Löser.
- (Gerinne), von rechts und Nordosten auf etwa 245 m ü. NHN noch im Forstdistrikt Löser, ca. 0,5 km[LUBW 8] und ca. 0,1 km².[LUBW 9] Entsteht auf etwa 274 m ü. NHN. Unbeständig.
- Passiert zwei aus einer Quelle am Westfuß des Rechenbergs gespeiste Kleinteiche links am Lauf auf etwa 250 m ü. NHN, zusammen unter 0,1 ha.
- Gluppert, von links und Nordosten auf 192,4 m ü. NHN[LUBW 2] in den Kurzen Wiesen östlich von Stein, 1,6 km und ca. 1,0 km².[LUBW 9] Entsteht auf etwa 242 m ü. NHN im Hörnlesgrund.[LUBW 1]
- Passiert drei Teiche rechts am Lauf im Gewann Neun Morgen auf etwa 186 m ü. NHN[LUBW 2], zusammen 3,0 ha.
- Hat über einen kurzen linken Grabenzufluss entlang einem Wirtschaftsweg Verbindung mit einem Entwässerungsgrabensystem im Kochertürner Gewann Horschfeld, das oberhalb drei eigene Mündungen in den Kocher hat.

Mündung des Giesgrabens von rechts und zuletzt Ostnordosten auf 156,1 m ü. NHN in den unteren Kocher ca. 1,2 km südwestlich der Ortsmitte von Stein am Kocher und gegenüber von Oedheim-Degmarn. Der Bach ist 4,3 km lang und hat ein 4,5 km² großes Einzugsgebiet.

## Geologie
Die triassischen Gesteine im Untergrund des Einzugsgebietes sind weitgehend durch quartäre Schichten überdeckt, die kleineren Fenster auf den Trias darunter weichen auf amtlichen geologischen Karten wohl wegen der Generalisierung stark voneinander ab. Bei den quartären Überlagerungsschichten handelt es sich überwiegend um Lösssedimente und Löss, nach dem leichten Richtungswechsel an den Steiner Baggerseen begleiten dann pleistozäne Terrassensedimente erst der Hoch- und dann der Niederterrasse den Gewässerlauf, der selbst vom Austritt aus seinem Quellwald an in einem anfangs nur schmalen umgebenden Schwemmlandschlauch verläuft.
Die höchste triassische Schicht im Untergrund ist wohl der Gipskeuper (Grabfeld-Formation) an der nördlichen Wasserscheide, der als Schichtinsel am linken Hang des Gluppert-Tälchens oberflächlich ansteht. Inseln des in Ablagerungsfolge tieferen Lettenkeupers (Erfurt-Formation) gibt es am linken Hang etwa vom Waldende bis zum Zufluss des Glupperts. Nahe der Mündung liegt dagegen im Untergrund wohl Oberer Muschelkalk, dieser ist jedenfalls rechtsseits ein gutes Stück flussaufwärts und wenig abwärts am Kochertalrand eingezeichnet und auch linksseits des Kochers gegenüber der Mündung.

## Alter Mündungszweig
Eine topographische Karte aus dem frühen 20. Jahrhundert zeigt einen heute offenbar verschwundenen Mündungszweig. Dieser ging weniger als 50 Meter vor der Giesgraben-Mündung nach rechts ab, folgte etwa einen Viertelkilometer lang der Grenze des mit einem nur kleinen Gemarkungsteils auch auf die rechte Kocherseite herüberreichenden Degmarn und vereinte sich dann mit dem untersten Merzenbach kurz vor dessen eigener, damals viel näher am Giesgraben liegenden Mündung.

## Schutzgebiet
Ein Teil des Gluppert-Einzugsgebietes gehört zu einem Wasserschutzgebiet, dessen Wasserfassungen jedoch anscheinend außerhalb im Merzenbach-Einzugsgebiet liegen.

### LUBW
Amtliche Online-Gewässerkarte mit passendem Ausschnitt und den hier benutzten Layern: Lauf und Einzugsgebiet des Giesgrabens

Allgemeiner Einstieg ohne Voreinstellungen und Layer: Daten- und Kartendienst der Landesanstalt für Umwelt Baden-Württemberg (LUBW) (Hinweise)
1. 1 2 3 4  Höhe nach dem Höhenlinienbild auf dem Hintergrundlayer Topographische Karte.
2. 1 2 3 4  Höhe nach grauer Beschriftung auf dem Hintergrundlayer Topographische Karte.
3. 1 2  Länge nach dem Layer Gewässernetz (AWGN).
4. 1 2 3  Einzugsgebiet nach dem Layer Basiseinzugsgebiet (AWGN).
5. ↑  Namen und Nachweise:
  - Giesgraben nach den Layern Gewässernetz (AWGN) und Gewässername
  - Gießgraben nach dem Hintergrundlayer Topographische Karte und nach Geoportal Baden-Württemberg (Hinweise)
  - Kiesgraben nach dem Meßtischblatt 6721 Kochendorf von 1902 in der Deutschen Fotothek
  - Gewannnamen am Lauf nach dem Layer Liegenschaften und Gewässer.
6. ↑  Natur teilweise nach dem Layer Geschützte Biotope.
7. ↑  Seefläche nach dem Layer Stehende Gewässer.
8. 1 2  Länge abgemessen auf dem Hintergrundlayer Topographische Karte.
9. 1 2  Einzugsgebiet abgemessen auf dem Hintergrundlayer Topographische Karte.
10. ↑  Schutzgebiet nach dem einschlägigen Layer.

### Andere Belege
1. ↑  Abfluss-BW - Daten und Karten
2. ↑  Josef Schmithüsen: Geographische Landesaufnahme: Die naturräumlichen Einheiten auf Blatt 161 Karlsruhe. Bundesanstalt für Landeskunde, Bad Godesberg 1952. → Online-Karte (PDF; 5,1 MB)
3. ↑  Wolf-Dieter Sick: Geographische Landesaufnahme: Die naturräumlichen Einheiten auf Blatt 162 Rothenburg o. d. Tauber. Bundesanstalt für Landeskunde, Bad Godesberg 1962. → Online-Karte (PDF; 4,7 MB)
4. ↑  Geologie nach den Layern von: Mapserver des Landesamtes für Geologie, Rohstoffe und Bergbau (LGRB) (Hinweise)
  - GÜK300: Geologische Einheiten und insbesondere
  - GK50: Geologische Einheiten
5. ↑  Früherer Mündungszweig nach:
  - Meßtischblatt 6721 Kochendorf von 1902 in der Deutschen Fotothek